# Цицурін Федір Степанович
Цицу́рін Фе́дір Степа́нович (* 12 червня 1814, Бірюч — †19 грудня 1895, Санкт-Петербург) — український терапевт і епідеміолог, педагог, перший професор-терапевт медичного факультету Київського Університету (1844 — 1857), президент Варшавської медико-хірургічної академії (1857 — 1861).

## Біографія
Федір Степанович Цицурін народився 12 червня 1814 року в містечку Бірюч Воронезької губернії. Початкову освіту здобув у повітовому училищі міста Богучар. Потім зі срібною медаллю закінчив гімназію у Харкові.
В 1835 році з відзнакою закінчив медичний факультет Харківського університету і отримав звання лікаря першого класу.
З 1835 по 1839 роки займався медичною практикою в Харківській губернії. По її закінченні, Харківською медичною управою було видано свідоцтво № 983 від 24 листопада 1839 року, у якому написано:

«Видано це вільнопрактикуючому лікарю 1-го відділення Федору Степановичу сину Цицуріну про те, що він займався три з половиною роки в тутешній губернії веденням лікарської практики і набув собі в той час, як вельми досвідчений і раціональний медик, повагу і довіру усілякого стану мешканців, між якими він жив, так само і медичного начальства.»
(довільний переклад з російської)

З 1839 по 1841 роки Ф. С. Цицурін продовжує навчання в Дерптському університеті і отримує ступінь доктора медицини.
В 1841 році при Київському університеті Святого Володимира відкривається медичний факультет і призначаються перші його професори В. П. Караваєв, М. І. Козлов, Ф. С. Цицурін. Оскільки терапія вивчалась на старших курсах, за програмою підготовки університетських викладачів Ф. С. Цицурін державним коштом направляється у відрядження за кордон для стажування в найкращих терапевтичних клініках Англії, Німеччини, Франції, Швейцарії. Звіти за цю поїзду були опубліковані у відкритому друці в журналі Міністерства народної освіти Росії та в «Російській медичній газеті». В квітні 1844 року в Санкт-Петербурзі відбулась звітна лекція Ф. С. Цицуріна, на якій був присутній і сам міністр народної освіти граф С. С. Уваров.
В 1844 році при Київському університеті Ф. С. Цицурін засновує першу кафедру терапії та відкриває терапевтичну клініку на 16 ліжок у будівлі новозбудованого Головного (Червоного) корпусу. На досвіді, отриманому під час перебування в Європі, готує навчальні плани і лекції з курсу загальної терапії та семіотики. Саме Ф. С. Цицурін заклав наріжний камінь у формування традицій викладання терапії на медичному факультеті, зробив значний внесок у становлення київської школи терапевтів. Довкола професора Ф. С. Цицуріна гуртуються учні, найбільш знаними з яких є доктори медичних наук Л. К. Горецький та Л. А. Маровський. Заснував медичну бібліотеку при Київському університеті.
В 1847 році в період епідемії холери в Києві завідував тимчасовою спеціалізованою лікарнею. За заслуги в ліквідації епідемії нагороджений орденом Святої Анни 2-го ступеня.
В 1847–1850 роках обіймав посаду декана медичного факультету.
В 1849 році за розпорядженням генерал-губернатора був відряджений в південно-західні райони для дослідження надзвичайно високої захворюваності на скорбут.
В 1852 році спільно з професором В. В. Беккером з'ясовував особливості шкідливого впливу на здоров'я робітників природних умов схилів Дніпра біля Ланцюгового мосту.
Оркім викладацької та наукової діяльності, Ф. С. Цицурін був й надзвичайно популярним лікарем. Серед його постійних пацієнтів були професор В. П. Караваєв, письменник М. В. Гоголь.
В квітні 1856 року в зв'язку з погіршенням здоров'я, Ф. С. Цицурін направляється на лікування і з науковою метою в Італію, Німеччину й Францію. Там бере участь в 32-му конгресі німецьких лікарів, що відбувся у Відні.
В 1857 році повертається до Києва. Того ж року місто відвідав імператор Олександр II і особисто призначає Ф. С. Цицуріна президентом Варшавської медико-хірургічної академії.
З 1861 року Ф. С. Цицурін — неодмінний член Військово-медичного вченого комітету.
З 1862 по 1867 роки — директор Медичного департаменту Військового міністерства Російської імперії.
З 1865 року — почесний лейб-медик Імператорського двору.
З 1867 по 1882 роки — управляючий Придворною медичною частиною.
1 березня 1881 року професор Ф. С. Цицурін разом з лейб-медиками С. П. Боткіним і Є. І. Богдановським надавав невідкладну медичну допомогу смертельно пораненому імператору Олександру II і поставив свій підпис під Протоколом посмертного розтину його тіла.
Помер Ф. С. Цицурін 19 грудня 1895 року.

## Нагороди
- Орден Святого Володимира 2-го ступеня
- Орден Святої Анни 2-го ступеня (1847)
- Орден Святої Анни 2-го ступеня